# Corinna May
Corinna May, właśc. Corinna Meyer (ur. 6 października 1970 w Bremie) – niemiecka wokalistka. 

## Życiorys
Meyer rozpoczęła swoją działalność artystyczną w chórze szkolnym oraz chórze gospel. W 1996 zaśpiewała gościnnie na albumie zatytułowanym Jazz Art – Soul Songs, a trzy lata później wydała swój debiutancki, solowy krążek zatytułowany Wie ein Stern, którego producentem został Hanno Harders. 
W tym samym roku wzięła udział w niemieckich eliminacjach do 44. Konkursu Piosenki Eurowizji z utworem „Hör den Kindern einfach zu”, z którym ostatecznie wygrała, zdobywając 32.6% poparcie telewidzów. Została jednak zdyskwalifikowana z udziału w finale imprezy, ponieważ piosenka została opublikowana przez innego kompozytora na albumie zespołu Gruppe Number Nine z 1997 roku jako „Where Have All The Good Times Gone”. W 2000 roku May ponownie wystartowała w selekcjach eurowizyjnych, tym razem z piosenką „I Believe in God”, z którą zajęła drugie miejsce (14,1% głosów telewidzów). W kolejnym roku wydała płytę zatytułowaną Hör' Den Kindern einfach zu.
W 2002 roku po raz trzeci wzięła udział w krajowych eliminacjach do Konkursu Piosenki Eurowizji, tym razem zgłaszając się do rywalizacji z utworem „I Can’t Live Without Music”. W finale selekcji zdobyła ostatecznie 41.1% głosów od telewidzów i zajęła pierwsze miejsce, zostając tym samym reprezentantką Niemiec podczas 47. Konkursu Piosenki Eurowizji. Pomimo pojawienia się pogłosek o problemach z głosowaniem podczas finału eliminacji, wokalistka została dopuszczona do udziału w Konkursie Piosenki Eurowizji rozgrywanym 25 maja w Tallinnie, zajmując w nim ostatecznie 21. miejsce.
W 2004 roku nagrała niemieckie wersje piosenek „Czy nastanie znów świt?” (niem. Ob die Sonne je wieder scheint) oraz „Mały skrawek nieba” (niem. Unsere Farm) do animowanego filmu wytwórni Walta Disneya Rogate ranczo.

## Dyskografia

### Albumy studyjne
- Jazz Art – Soul Songs (1996; Rafael Jung Trio feat. Corinna Meyer)
- Wie ein Stern (1999)
- Hör den Kindern einfach zu (2001)
- I Can't Live without Music (2002)
- Jetzt wie noch nie (2006)
- Meine Besten (2010)

### Single
- „Gab es nicht nur uns zwei?” (1998)
- „Hör den Kindern einfach zu” (1999)
- „Alles was geschieht” (1999)
- „Flieg mit mir” (1999)
- „Frieden Allezeit” (1999; duet z Claudią Jung)
- „I Believe in God” (2000)
- „Blowing in the Wind” (2001)
- „I Can't Live without Music” (2002)
- „On My Way to Myself” (2002)
- „Endless Miles” (2003)
- „Jetzt wie noch nie” (2005)
- „Bleib einfach steh'n” (2006)
- „Was tief im Herzen brennt” (2006)
- „Die Welt der Marie/Wenn du willst…” (2006)
- „Wohin Ich lieben kann” (2007)
- „Amazing Grace” (2007)
- „Dreamin' River” (2009)